# خوزه ایناسیو د آبرو و لیما
خوزه ایناسیو د آبرو و لیما (انگلیسی: José Inácio de Abreu e Lima; ۶ آوریل ۱۷۹۴ – ۳ اوت ۱۸۶۹) فرد نظامی اهل برزیل بود.